# Neuried (Bawaria)
Neuried – miejscowość i gmina w Niemczech, w kraju związkowym Bawaria, w rejencji Górna Bawaria, w regionie Monachium, w powiecie Monachium. Leży około 10 km na południowy wschód od centrum Monachium, przy autostradzie A95.

## Demografia
| Rok  | Liczba mieszk. |
| ---- | -------------- |
| 1970 | 2 645          |
| 1987 | 5 848          |
| 2000 | 6 374          |
| 2007 | 8 051          |

### Struktura wiekowa
Dane o ludności z 31 grudnia 2008:
| Opis                                | Ogółem | Ogółem | Kobiety | Kobiety | Mężczyźni | Mężczyźni |
| ----------------------------------- | ------ | ------ | ------- | ------- | --------- | --------- |
| Jednostka                           | osób   | %      | osób    | %       | osób      | %         |
| Populacja                           | 8303   | 100    | 4236    | 51,02   | 4067      | 48,98     |
| Wiek przedprodukcyjny (0–17 lat)    | 1639   | 19,74  | 800     | 9,64    | 839       | 10,1      |
| Wiek produkcyjny (18–65 lat)        | 5093   | 61,34  | 2603    | 31,35   | 2490      | 29,99     |
| Wiek poprodukcyjny (powyżej 65 lat) | 1571   | 18,92  | 833     | 10,03   | 738       | 8,89      |

## Polityka
Wójtem gminy jest Ilse Weiß z CSU, rada gminy składa się z 20 osób.
|      | CSU | SPD | FW | Zieloni | WGBI | FDP | Razem |
| 2008 | 10  | 4   | 2  | 2       | 1    | 1   | 20    |
| 2002 | 8   | 6   | 3  | 2       | 1    | -   | 20    |